# Керчь (монитор)
«Керчь» — монитор, относящийся к типу «Азов»; один из пяти мониторов этого типа.

## Строительство
Монитор «Керчь» был заложен в ноябре 1913 года на судоверфи Hanz&Co Danubius в Будапеште (Австро-Венгрия) и спущен на воду 25 февраля 1915 года.

## Технические данные
- Водоизмещение, т:

нормальное — 720
полное — 770
- Главные размерения, м:

длина наибольшая — 62
ширина наибольшая — 10,5
осадка наибольшая — 1,8
- Высота над ватерлинией, м:

верхней палубы — 0,75
палубы бака — 1,0
палубы юта — 0,5
ходового мостика — 4,75
клотика — 13,25
- Наибольшая скорость хода — 12,2 узлов (22,5 км/ч)
- Бронирование, мм:

главный бортовой пояс — 40
верхняя палуба — 35
боевая рубка — 40
- Число рулей — 1
- Посты управления рулём: ходовой мостик, боевая рубка
- Главная энергетическая установка

тип — котломашинная
две трёхцилиндровые паровые поршневые машины мощностью по 800 л. с.
главный котёл системы Ярроу, давление пара 17 кг/см², температура 202 °C.
- Движитель — два четырёхлопастных гребных винта
- Топливо — мазут, запас топлива — 60 т.
- Время приготовления машин к походу, мин

нормальное — 30
экстренное — 20
- Источник электроэнергии — парогенератора мощностью 16 кВт, напряжение 110 В постоянного тока.
- Водоотливные средства — насос производительностью 30 т/ч.

### Экипаж
- Офицеров — 8
- Старшин — 34
- Рядовых — 91

Всего — 133

## Служба
Корабль вошёл в состав австро-венгерского флота 11 апреля 1915 года под названием «Inn».
Во время Первой мировой войны, 28 ноября 1917 года, монитор подорвался на мине и затонул.
Он был поднят и поставлен в Будапеште на ремонт, а 21 марта 1919 года отошёл к Венгерской Советской Республике, и в июле того же года был включён в её флот.
В том же году, в ноябре, монитор был интернирован Югославией, а 15 апреля 1920 года передан Румынии и вошёл в состав её флота под именем «Basarabia».

### Вторая мировая война
Монитор участвовал в боях на Дунае в июне 1941 года против советской Дунайской флотилии.
В 1942—43 годах был произведён капитальный ремонт и модернизация корабля.
«Basarabia», как и другие мониторы, капитулировал 26 августа 1944 года. К 10 сентября он вошёл в состав румынской бригады мониторов под советским контролем. В дальнейшем румынский экипаж был заменён на советский и 10 ноября монитор вошёл в состав Дунайской военной флотилии, а 30 октября получил имя «Керчь» и был включён в 1-й дивизион мониторов 1-й Керченской Краснознамённой бригады речных кораблей.
21 декабря монитор прибыл в Турну-Северин для ремонта и зимовки, а в начале марта 1945 года вступил в кампанию.
13 марта произвёл учебные стрельбы, после которых встал на размагничивание. Тем не менее, все переходы корабль совершал в сопровождении электромагнитных трал-барж.
5 апреля монитор «Керчь» поддержал артиллерийским огнём наступление 1-й югославской армии с позиции в районе Бачка Паланка.
12 апреля была осуществлена огневая поддержка десанта в районе Сотин—Опатовац.
Окончание войны монитор встретил в Нови-Саде.